# Ohrincea, Criuleni
Ohrincea este un sat din cadrul orașului Criuleni din raionul Criuleni, Republica Moldova.

## Etimologie
Numele satului Ohrincea a pornit de la un izvor cu apa răcoritoare, apreciată și de turcii care strângeau în vechime dijme și care, gustând apa izvorului exclamau „horincea”.
Istorioarele despre proveniența satului nu pomenesc nimic despre semnificația acestui cuvânt, dar localnicii spun ca anume de la el, puțin modificat, a si apărut denumirea satului.

## Geografie
În satul Ohrincea s-a descoperit recent o plantă extrem de rară - obligeana, care este întâlnita în Moldova doar în două locuri.

## Istorie

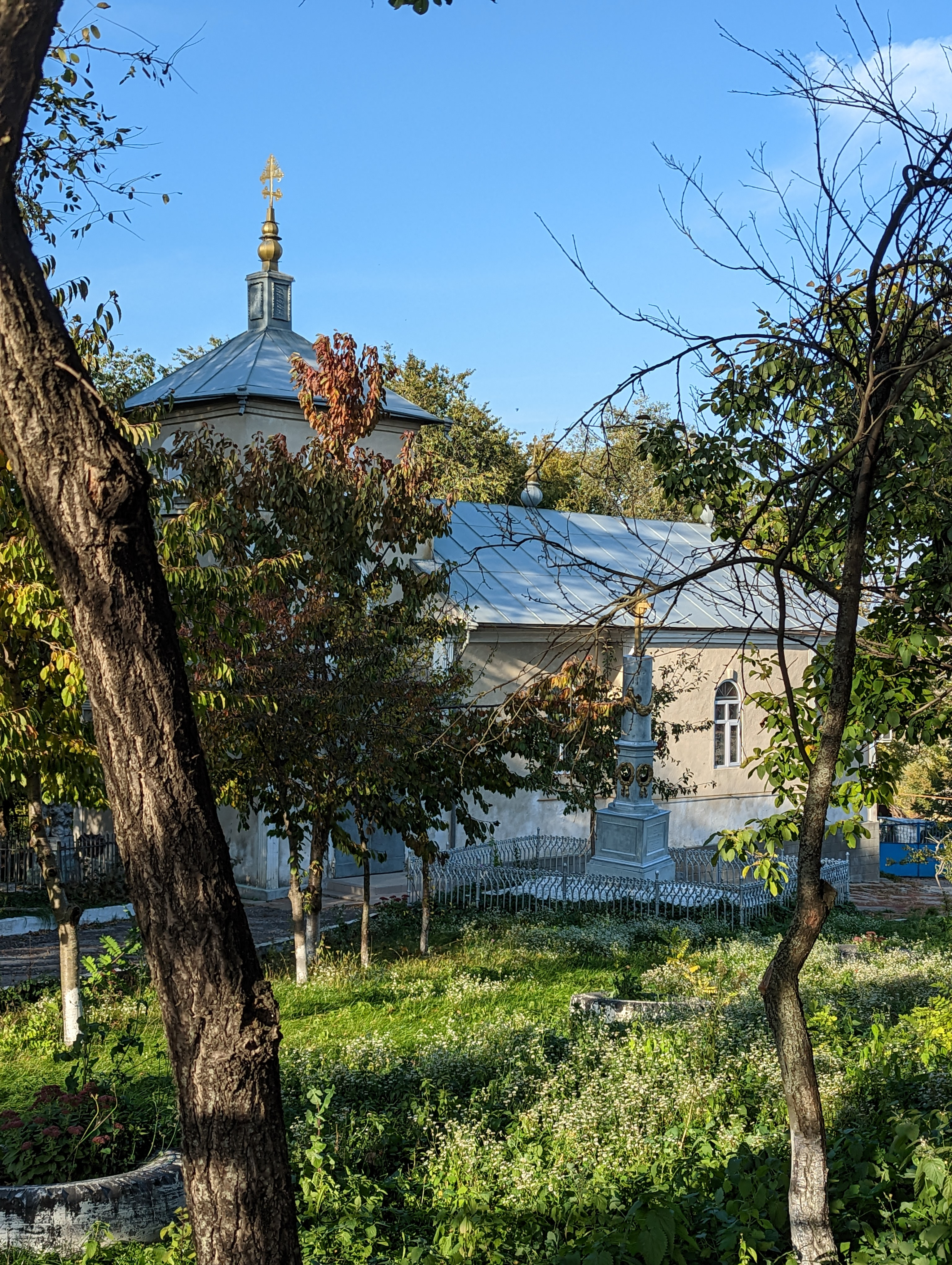
Biserica

Prima atestare a satului de la gura de vărsare a pârului Ohrincea în Răut este fixată în hrisovul prin care domnii moldoveni Ilie al II-lea Rareș și Ștefan al II-lea dărui lui Iuga și fiul său, Mihail mai multe sate:
„Din mila lui Dumnezeu, noi, Ilie voievod, domn al Țării Moldovei, și fratele domniei mele, Ștefan voievod. Facem cunoscut, cu această carte a noastră, tuturor celor care o vor vedea sau o vor auzi citindu-se, că acest adevărata protopop Iuga și fiul său, Mihail, ne-au slujit cu dreaptă și credincioasă slujbă. De aceea, noi, văzând dreapta și credincioasa lor slujbă către noi, i-am miluit cu deosebita noastră milă și le-am dat, în tara noastră, Moldova, satele anume: Buciumenii, pe Șumuz, unde este casa lor, pe Răut, Cozareuți, și, mai jos, la gura Ohrincei, și cu prisăcile și cu grădina de la Nistru, ...

...
 
Iar după viața noastră, pe cine îl va alege Dumnezeu să fie domn în țara noastră, sau din frații noștri sau din copiii noștri, acela să nu le clintească dania noastră, ci să le-o întărească și să le-o împuternicească pentru că le-am dat pentru dreapta și credincioasa lor slujba.
 
Iar pentru mai mare întărire a tuturor celor mai sus-scrise, am poruncit slugii noastre, credincioase, pan Dienis logofăt, să scrie și să atârne pecetea la această carte a noastră.
 
A scris Pașco gramatic, la Suceava, în anul 6947 <1439> iulie 2.”

## Structura socio-economică
Instituții: Școala, Grădinița de copii, Biserică, Casă de cultură
Religii: Domină religia creștin-ortodoxă, dar sunt mulți membri ai religiei: "Martorii lui Iehova".
Monumente: Arca memorială înălțată în amintirea eroilor războiului anilor 1941-1945 
Arta parietală (monumental-decorativă) la tema de istorie, reanimare identitară și povești în tehnicile sgraffito, combinată cu mozaic de la Grădinița de copii ”Guguță” și din interiorul Căsuței Izvorului din sat, care are un volum total aproximativ 130 m.p. sunt create de artistul Pavel Guțu în 1988-89.
Îndeletnicirile sătenilor: Horticultura, pomicultura, apicultura, cultivarea plantelor cerealiere și legumicole. Dezvoltarea  masivă a ramurii  zootehnice, datorită fânețelor din imașul satului.
Locuri de vizitat: mormintele vechi, unele datează din 1861. Mai in vale de mormintele vechi se afla si izvorul tămăduitor.